# Desulfarculus baarsii
Desulfarculus baarsii ist eine Bakterienart, welches durch die Reduktion von Sulfat zu Schwefelwasserstoff Energie für den Stoffwechsel gewinnt. Das Genom ist vollständig sequenziert.

## Merkmale
Desulfarculus baarsii ist strikt anaerob und im Süßwasser weit verbreitet, kommt aber auch im Meerwasser vor. Es ist vibrionenförmig und beweglich. Der Gramtest verläuft negativ.
Desulfarculus baarsii ist chemoorganotroph und reduziert Sulfat, Sulfit oder Thiosulfat zu Schwefelwasserstoff. Als Elektronendonatoren und Kohlenstoffquellen können u. a. Ameisensäure, Acetat und Fettsäuren mit bis zu 18 C-Atomen dienen.

## Systematik
Desulfarculus baarsii ist die einzige Art der Gattung und zählt zur Familie der Desulfarculaceae, welche wiederum die einzige Familie der Ordnung Desulfarcales ist. Sie wurde zuerst 1981 beschrieben und hierbei Desulfovibrio baarsii genannt. Spätere Untersuchungen führten zur Umstellung zu der neu erschaffenen Gattung Desulfarculus.